# 2023年鳳凰城影評人協會獎
第24屆鳳凰城影評人協會獎（英語：The 24th Phoenix Film Critics Society Awards）旨在表揚2023年優秀的電影作品，於2023年12月18日宣布得獎名單。2023年12月15日前上映的電影均具角逐資格，马丁·斯科塞斯執導的《花月殺手》奪下最佳影片，克里斯托弗·诺兰執導的《奧本海默》則獲得最多獎項。

## 得獎名單

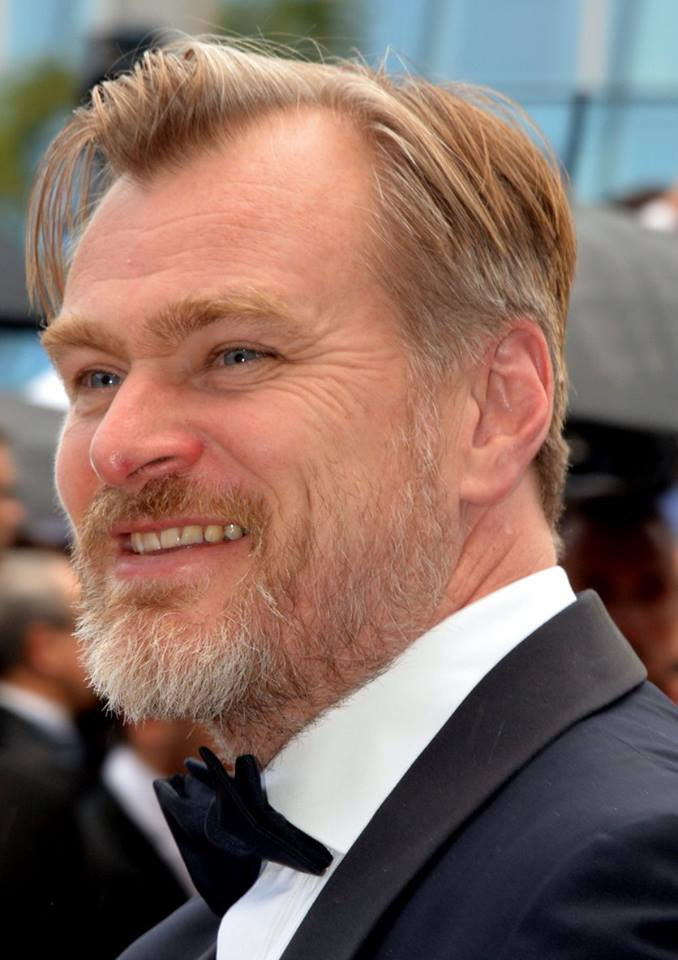
最佳導演：克里斯托弗·诺兰

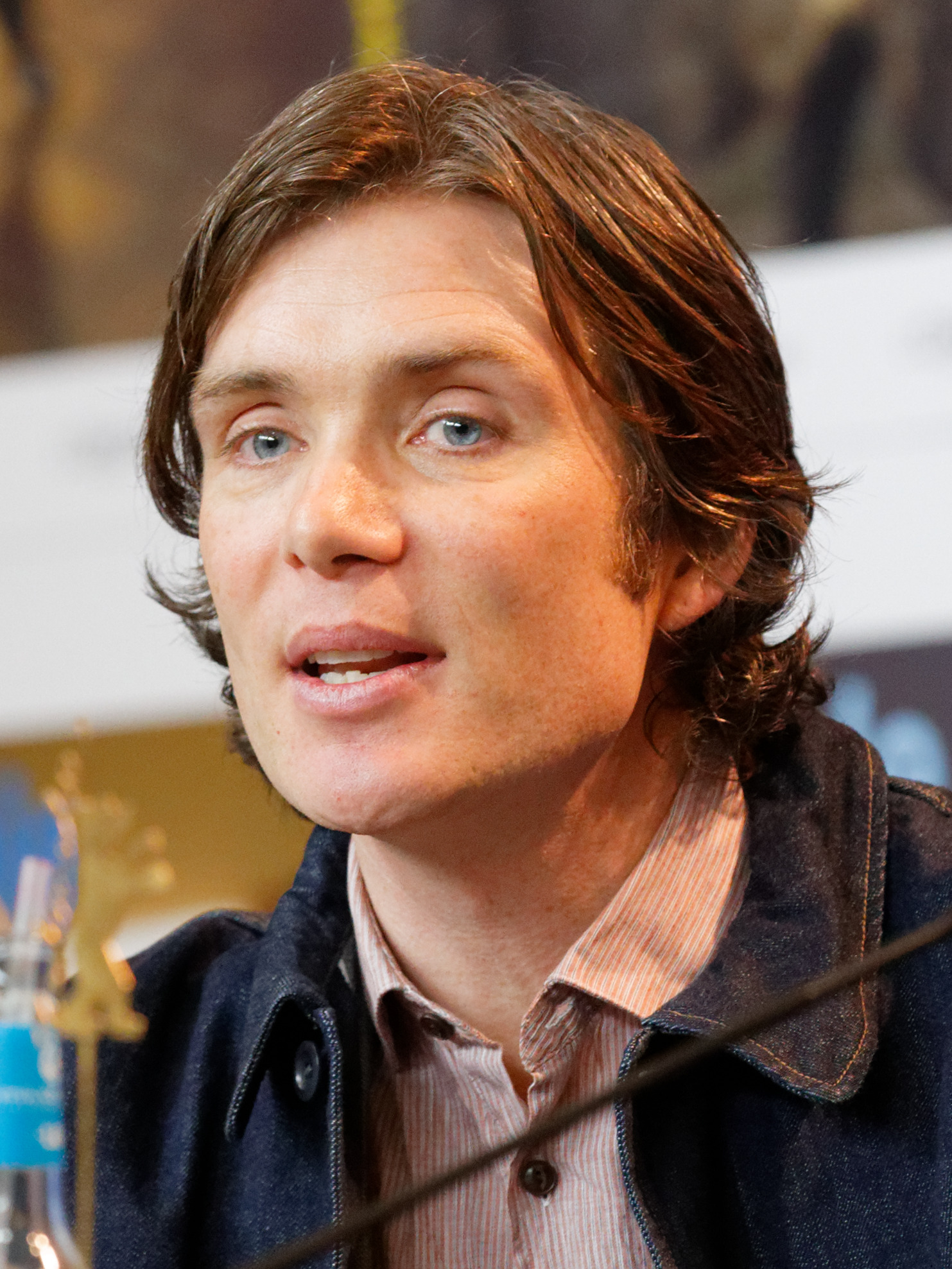
最佳男主角：基利安·墨菲

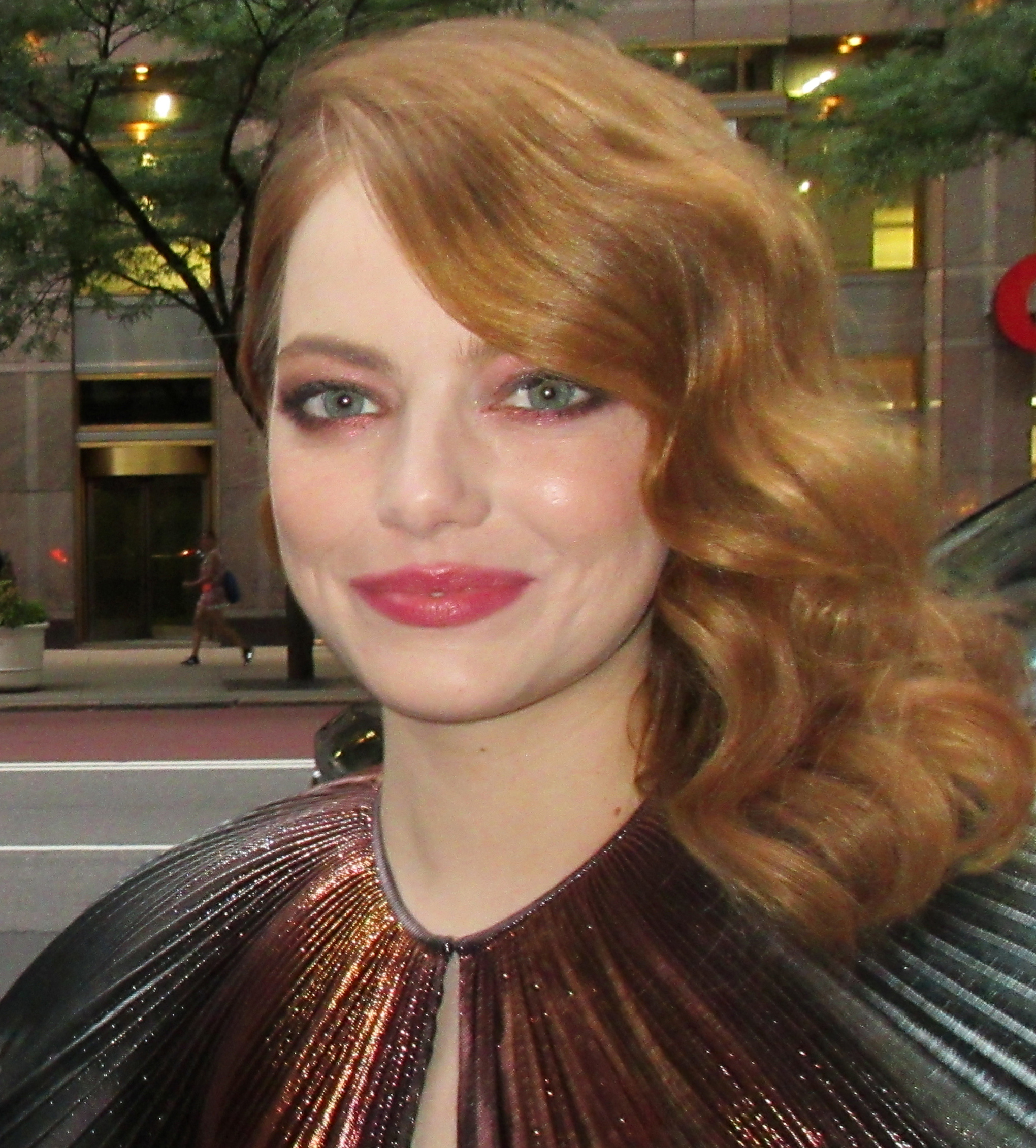
最佳女主角：艾瑪·史東

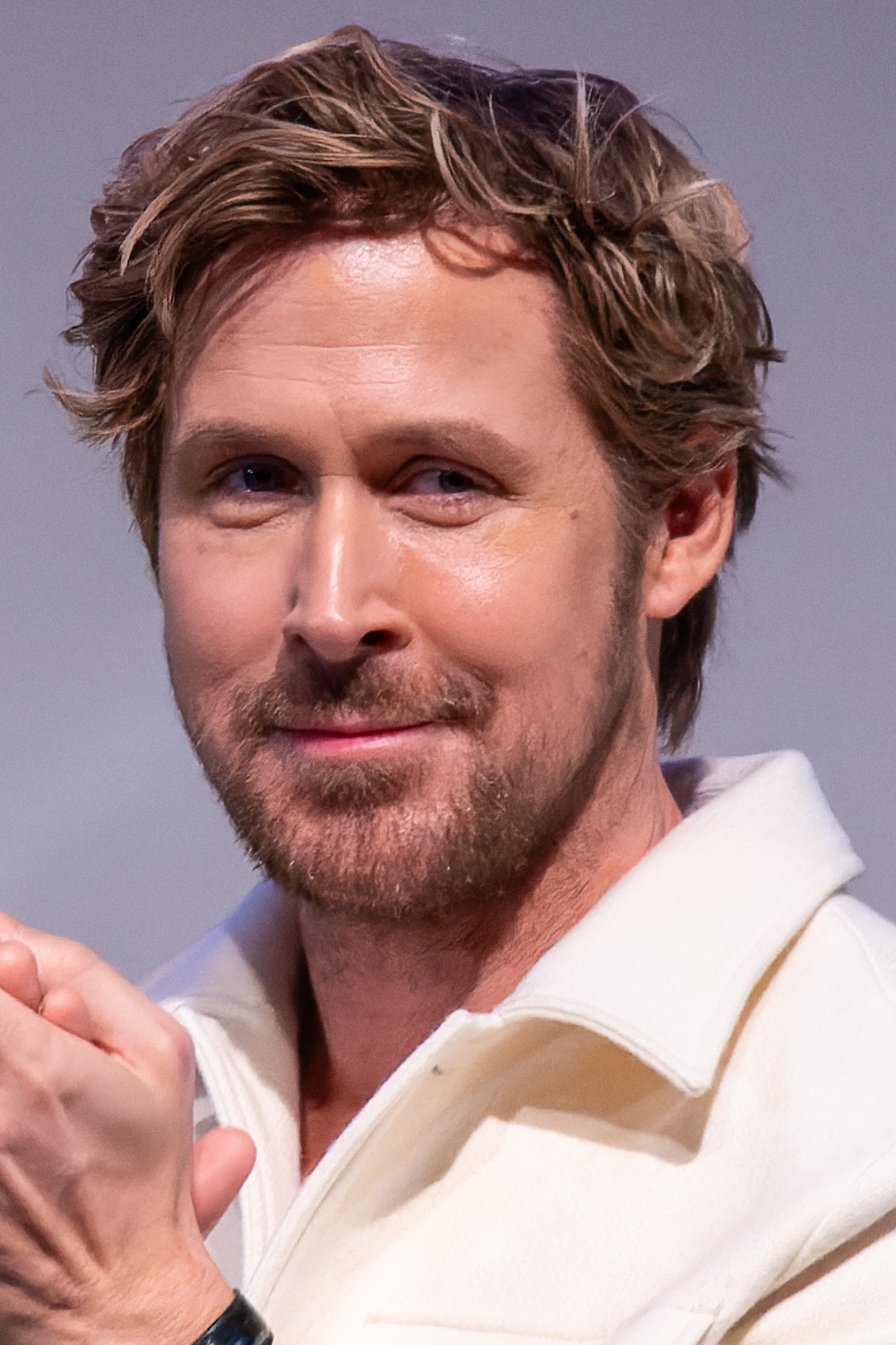
最佳男配角：瑞恩·高斯林

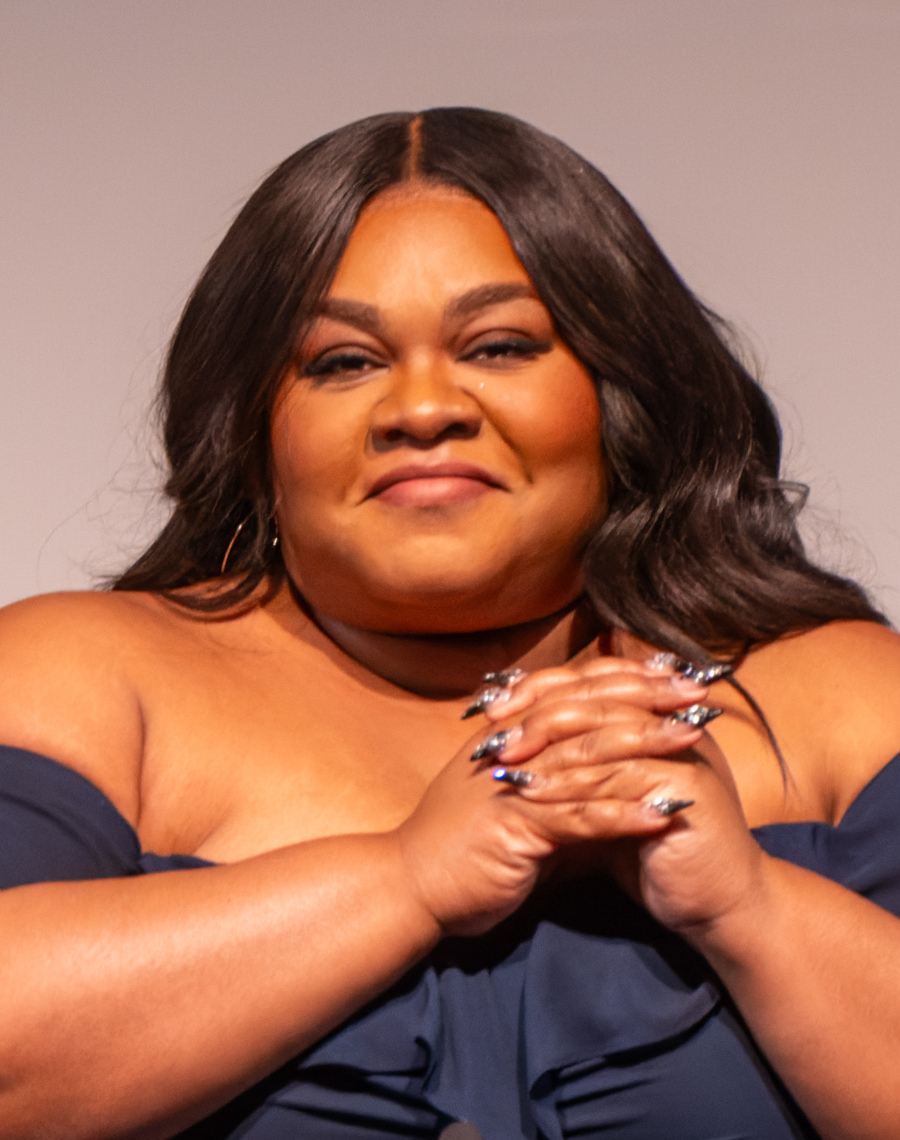
最佳女配角：達芬·喬伊·藍道夫

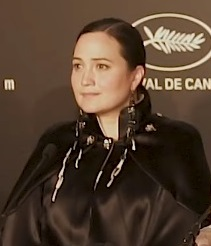
突破表現：莉莉·格萊斯頓

- 年度十大電影
  - 《美式小說》
  - 《Barbie芭比》
  - 《花月殺手》
  - 《音乐大师》
  - 《奧本海默》
  - 《之前的我們》
  - 《可憐的東西》
  - 《萨特本》
  - 《蜘蛛俠：飛躍蜘蛛宇宙》
  - 《滯留生》

最佳影片

《花月殺手》
- 最佳導演

《奧本海默》克里斯托弗·诺兰
- 最佳男主角

《奧本海默》基利安·墨菲
- 最佳女主角

《可憐的東西》艾瑪·史東
- 最佳男配角

《Barbie芭比》瑞恩·高斯林
- 最佳女配角

《滯留生》達芬·喬伊·藍道夫
- 最佳整體演出

《奧本海默》
- 最佳原創劇本

《滯留生》
- 最佳改編劇本

《花月殺手》
- 年度受埋沒電影

《激流少年》
- 最佳動畫片

《蜘蛛俠：飛躍蜘蛛宇宙》
- 最佳外語片

《坠落的审判》
- 最佳紀錄片

《我還是我：米高·福克斯》
- 最佳原創歌曲

《Barbie芭比》—我只是肯尼
- 最佳原創配樂

《奧本海默》
- 最佳攝影

《奧本海默》
- 最佳電影剪輯

《奧本海默》
- 最佳美術設計

《Barbie芭比》
- 最佳服裝設計

《Barbie芭比》
- 最佳視覺效果

《A.I.創世者》
- 突破表現

《花月殺手》莉莉·格萊斯頓
- 最佳青年演出

《神啊，你在嗎？》艾比·萊德·福特森

## 外部連結
- 官方网站（英文）